# Markarian 231
Markarian 231 (UGC 8058) is een Type-1 Seyfert-stelsel dat in 1969 werd ontdekt door Benjamin Markarian als onderdeel van een zoektocht naar sterrenstelsels met sterke ultraviolette straling. Het bevat de dichtstbijzijnde bekende quasar. Markarian 231 is ongeveer 581 miljoen lichtjaar verwijderd van de aarde.

## Kenmerken
In Markarian 231 is er energieke stervorming. In het centrum is een nucleaire ring van actieve stervorming gevonden met een vormingssnelheid van meer dan 100 zonsmassa's per jaar. Het is een van de meest lichtkrachtige infraroodsterrenstelsels met vermogen afkomstig van een accrescerend zwart gat in het centrum, en de dichtstbijzijnde bekende quasar.
In een studie uit 2015 werd gesuggereerd dat het centrale zwarte gat, dat naar schatting 150 miljoen keer zo zwaar is als onze zon, een metgezellend zwart gat van 4 miljoen zonsmassa's zou hebben, en dat het duo elke 1,2 jaar een baan om elkaar heen zou draaien. Later is echter gebleken dat dit model niet klopt.
In een andere studie is bewijs gevonden voor de aanwezigheid van moleculaire zuurstof (O2) door gebruik te maken van submillimeterastronomie, de eerste keer dat moleculaire zuurstof buiten de Melkweg is waargenomen.